# Al Pereira vs. the Alligator Ladies
Al Pereira vs. the Alligator Ladies è un film diretto da Jess Franco nel 2012.
Presentato al Sitges l'11 ottobre 2012, è uscito nelle sale in Spagna il 22 marzo 2013.
Si tratta del ritorno al grande schermo del cineasta spagnolo, dopo quasi 10 anni di assenza, girando direct to video, con un budget limitato.
Verrà anche distribuito in formato DVD.
Il film è stato girato interamente a Malaga.

## Trama
Al Pereira, in precedenza detective seducente e amorale, è diventato nel tempo sempre più conservatore. Il suo cambiamento è stato tale da diventare un alfiere di moralità e decoro.
Nella sua vita irrompono le Alligator Ladies, un trio di sorelle dedite al peccato e alla sfacciataggine, inviate dal padre, il dottor Fu-Manchú, per cercare di convincere Pereira a riprendere il suo precedente tenore di vita dissoluto.

## Riconoscimenti
Presentazione alla 45ª mostra del festival di Sitges 2012